# إبراهيم القصيري
إبراهيم بن أحمد بن يعقوب الكردي القصيري، برهان الدين ويلقّب بفقيه اليشبكية (.. - 933 هـ / .. - 1527 م) ولد في قرية "عادة" من القصير قضاء حلب، سكن حلب وتعلم بها و من ثمّ انتقل إلى دمشق وبعدها إلى القاهرة. كما عرف بفقيه اليشبكية بحلب لتأديبه الأطفال بها. يشار إلى أنّه عارف في مجال التفسير والفقه والقراءات والمنطق والفرائض والحساب.

## وفاته
توفي ليلة الثلاثاء 14 جمادى الآخرة سنة 933هـ ودفن غربي حلب تجاه ضريح الشيح ثعلب.